# Нестеров, Кирилл Николаевич
Кирилл Николаевич Нестеров (21 июля 1989; Нарва) — российский и эстонский футболист, полузащитник.

## Карьера
Воспитанник нарвского футбола. За команду «Нарва-Транс» провёл один матч в чемпионате Эстонии 2007 года. С 2008 по 2014 год выступал за лискинский «Локомотив». С 2015 года вновь играл за родной «Нарву-Транс». В феврале 2017 года перешел в таллинский клуб «Инфонет». С января 2018 года после слияния «Инфонета» и «Левадии» играл за «ФКИ Левадию». В 2020 году перешёл в состав дебютанта высшего дивизиона таллинский «Легион».